# FSOE Recordings
FSOE Recordings ist ein im Februar 2009 gegründetes Trance-Label von dem ägyptischen Tance-Duo Aly & Fila mit dem Hauptsitz in London. Auf diesem Label beziehungsweise seinen Sublabels wird ausschließlich Trancemusik veröffentlicht.

## Geschichte
Im Februar 2009 gründeten Aly & Fila FSOE Recordings (benannt nach der gleichnamigen Radiosendung Future Sound of Egypt) als Agentur und Label, mit dem Ziel neue Talente zu entdecken und zu fördern. Es gehörte durch einen Buy-Out ab März 2010 zum Label Armada Music, aber ist nun seit Juni 2016 völlig unabhängig mit der zeitgleichen Eröffnung des Hauptsitzes in London. FSOE Recordings steht für die Musikrichtung Uplifting Trance.
Folgende Künstler sind derzeit unter FSOE Recordings aktiv: A & Z, Aly & Fila, Arctic Moon, Bjorn Akesson, Dan Stone, Darren Porter Fady & Mina, Factor B, Ferry Tayle, James Dymond, Mohamed Ragab und ReOrder.
2016 veröffentlichte The Thrillseekers sein Debüt-Album Escape auf FSOE Recordings, an dem er laut eigenen Angaben über 10 Jahre gearbeitet hat.

## Musiker und Musikgruppen
Die nachfolgende Auswahl an Musikern und Musikgruppen veröffentlichten diverse Tonträger auf dem Label FSOE Recordings.
- A & Z
- Adam Ellis
- Ahmed Romel
- Aly & Fila
- Alan Morris
- Alessandra Roncone
- Andrea Ribeca
- Andres Sanchez
- Arctic Moon
- Armin van Buuren
- Bjorn Akesson
- Brave
- Chris Metcalfe
- Cold Blue
- Dan Stone
- Darren Porter
- Dave Asprey
- Den Rize
- Dennis Pedersen
- Driftmoon
- Factor B
- Fady & Mina
- Ferry Tayle
- Hady Tarek
- Hazem Beltagui
- Henrik Christensen
- James Dymond
- John Askew
- Kayosa & Tolland
- Liam Wilson
- Lostly
- Luke Bond
- M.I.K.E. Push
- Madwave
- Mark Andrez
- Matt Bowdidge
- Matt Darey
- Mitka
- Mohamed Ragab
- Neptune Project
- Nick Callaghan
- Niko Zografos
- Omar Sherif
- Paul Miller
- Philippe El Sisi
- RAM
- ReOrder
- Robert Nickson
- Sean Mathews
- Sean Tyas
- Sied van Riel
- Simon O’Shine
- Sergey Nevone
- Sneijder
- Soul & Senses
- Static Blue
- Steve Dekay
- Standerwick
- Stoneface & Terminal
- Talla 2XLC
- The Thrillseekers
- Tony Nesse
- UCast
- Vast Vision
- Will Atkinson
- Woody van Eyden

## Sub-Labels
2014 wurde das Schwesterlabel FSOE Excelsior gegründet, welches die Richtungen Deep Trance und Progressive Trance vertritt, aber seit September 2017 ein eigenständiges Label ist. 2016 kam FSOE Clandestine hinzu, welches für den „dark“ und „techy“ Sound steht. Im April 2017 wurde das Sub-Label FSOE Fables eingeweiht, mit der Spezialisierung auf melodisch- und emotionsorientierte Produktionen. Am 28. Juli 2017 kam FSOE UV hinzu und im November 2017 vergrößerte man sich mit FSOE Parallels um ein weiteres Sub-Label.

### FSOE Excelsior
Im August 2014 wurde FSOE Excelsior mit dem Hauptsitz in Ägypten von Aly & Fila und Mohamed Ragab (als A&R geführt) gegründet, mit dem Ziel neue Talente zu entdecken sowie die Richtungen Deep Trance und Progressive Trance abzudecken.
Am 13. Januar 2017 fand die erste FSOE Excelsior-Night in Kairo statt, wo Mohamed Ragab, ein 7-stündiges Open-to-Close Set gespielt hat.
Am 29. August 2014 erfolgte mit Hazem Beltagui Feat. Jennifer Rene – The Wonder die erste Veröffentlichung und seither erschienen folgende Künstler auf dem Label:
- Aimoon
- Alex Ender
- Alex Wackii
- Alexandre Bergheau
- Alpha Force
- Andy Elliass
- Antillas
- Arctic Moon
- ARCZI
- Attila Syah
- Bilal El Aly
- Bjorn Akesson
- Blue Ghost
- Craft Integrated
- Double V
- Duncan Newell
- Eloquentia
- Emerge
- Eva Kade
- Eximinds
- Flashtech
- Geert Huinink
- Hazem Beltagui
- Heatbeat
- Jennifer Rene
- Johnny Yono
- Lange
- Lauren Evans
- Mad
- Marcell Stone
- Melih Kor
- Metroom
- Mino Safy
- Mohamed Hamdy
- Mohamed Ragab
- Monoverse
- Nhato
- Nianaro
- Northia
- PARITY
- Sarah Howells
- Sean Mathews
- Sied van Riel
- Somna
- Stephen Kirkwood
- Tomac
- Venom One
- ZOYA

Seit September 2017 ist es ein eigenständiges Label und somit nicht mehr Teil von FSOE Recordings.

### FSOE Clandestine
Im Oktober 2016 gründeten Aly & Fila mit FSOE Clandestine ein weiteres Schwesterlabel, welches auf den „dark“ und „techy“-Sound spezialisiert ist.
Am 28. Oktober 2016 erfolgte durch das deutsche Trance-Duo Stoneface & Terminal die erste Veröffentlichung und seither erschienen folgende Künstler auf dem Label:
- Curtis Young
- Indecent Noise
- Jak Aggas
- Johann Stone
- Stoneface & Terminal
- Tempo Giusto

### FSOE Fables
Am Freitag, den 21. April 2017 gründeten die beiden FSOE Recordings-Künstler Ferry Tayle und Dan Stone mit FSOE Fables ein weiteres Schwesterlabel, welches sich besonders auf melodisch- und emotionsorientierte Produktionen spezialisieren soll. Eingeweiht wurde FSOE Fables mit der Produktion Vona, aus der ersten Zusammenarbeit der beiden Labelgründer.
Am Montag, den 3. Juli 2017 wurde die erste Ausgabe von Fables ausgestrahlt. Eine Radiosendung, die jeden Montag von 22:00 bis 23:00 Uhr Mitteleuropäischer Zeit auf dem Internetradiosender Digitally Imported (DI.FM) weltweit gesendet wird.

### FSOE Parallels
Am Freitag, den 17. November 2017 wurde mit FSOE Parallels das neueste Konzept aus dem Hause FSOE Recordings mit der Produktion Painting Shadows durch den Labelgründer Monoverse eingeweiht. Das Sub-Label spezialisiert sich auf Progressive Trance mit dem Augenmerk auf harmonisch komplexe Kompositionen.

### FSOE UV
Am 28. Juli 2017 wurde FSOE UV mit der Produktion UV eingeweiht, aus der ersten Zusammenarbeit von Aly & Fila und Paul Thomas. Der letztgenannte ist der Labelgründer. Das Sub-Label spezialisiert sich auf den Deep / Progressive House Sound.